# Microrregión de Cerro Largo
La microrregión de Cerro Largo es una de las microrregiones del estado brasilero del Rio Grande do Sul perteneciente a la mesorregión Noroeste Rio-Grandense. Su población fue estimada en 2008 por el IBGE en 67.893 habitantes y está dividida en once municipios. Posee un área total de 2.250,194 km².

## Municipios
- Caibaté
- Campina das Missões
- Cerro Largo
- Guarani das Missões
- Mato Queimado
- Porto Xavier
- Roque Gonzales
- Salvador das Missões
- São Paulo das Missões
- São Pedro do Butiá
- Sete de Setembro

- Datos: Q596926